# Сульфенільний радикал
Сульфенільний радикал (рос. сульфенильный радикал, англ. sulfenyl[thiyl*] radical) — радикал зі структурою RS• (R ≠H), неспарений електрон сконцентрований на атомі S. Термін походить від сульфенової кислоти. Синонім гідрокарбілсульфанільний радикал походить від сульфану H2S. Пр., метилсульфанільний або метансульфенільний радикал CH3S•. Старий термін — алкілтіорадикал.